# Abfallquote
Die Abfallquote ist eine Bezeichnung aus der Materialwirtschaft und wird in verschiedenen Zusammenhängen mit unterschiedlicher Bedeutung gebraucht.
Die „Abfallquote“ ist die Prozentangabe vom „Abfallquotienten“. Gleichwohl beinhaltet für einige Autoren in der Fachliteratur der Begriff „Abfallquotient“, dass dieser sowohl in Dezimal als auch in Prozent angegeben sein kann. Sofern es um den „Abfallquotienten“ im Zusammenhang mit Verarbeitungsprozessen geht, wird zunächst ein Input-Stoffstrom, der in den Verarbeitungsprozess hineingeht und ein Output-Stoffstrom, der aus dem Verarbeitungsprozess herausführt, angenommen. Mit „Abfallquotient“ ist dann zumeist das Ergebnis des Verhältnisses aus „nicht weiter verwertbarem Output“ der Verarbeitung (im Zähler) zu „verwertetem Input“ derselben Verarbeitung (im Nenner) gemeint. In anderen Zusammenhängen können andere Begriffverwendungen maßgebend sein.

## Grundlegendes
Sofern es um Verarbeitungsprozesse geht, ergibt sich der „Abfallquotient“ als Dezimalwert aus dem Quotienten aus „nicht weiter verwertbarem Output“ und „verwertetem Input“ eines Verarbeitungsvorgangs. Findet der Verarbeitungsprozess in einem Produktionsbetrieb statt, so wird der „nicht weiter verwertbare Output“ – gemäß den Gepflogenheiten der betrieblichen Materialwirtschaft – als „Abfallmenge“ und der „verwertete Input“ als „Eingesetzte Materialmenge“ erfasst. Damit wird:

{\displaystyle {\text{Abfallquotient}}\,\,[{\text{in Dezimalwert}}]={\frac {\text{Nicht weiter verwertbarer Output}}{\text{Verwerteter Input}}}={\frac {\text{Abfallmenge}}{\text{Eingesetzte Materialmenge}}}}
Soll eine Umrechnung von Dezimalwert nach Prozent durchgeführt werden, so ist der Quotient mit 100 % zu multiplizieren. Die Prozentangabe vom „Abfallquotienten“ wird „Abfallquote“ genannt. Wie oben bereits erwähnt, verwenden einige den Begriff des „Abfallquotienten“ sowohl für die Dezimal- als auch für die Prozentangabe.

## Betriebliche (Material-)Abfallquote
In Entsprechung zum Abfallquotienten ergibt sich gemäß obigen Ausführungen für die Abfallquote die nachfolgende Beziehung, wobei Zähler und Nenner sich zur „Abfallmasse“ und zur „Materialeinsatzmasse“ konkretisieren lassen:

{\displaystyle {\text{Abfallquote}}\,\,[{\text{in}}\,\,\%]\,\,{\Big (}={\text{Abfallquotient}}\,\,[{\text{in}}\,\,\%]{\Big )}={\frac {\text{Abfallmenge}}{\text{Eingesetzte Materialmenge}}}\times 100\,\%={\frac {\text{Abfallmasse}}{\text{Materialeinsatzmasse}}}\times 100\,\%}
Zur Berechnung der „betrieblichen (Material-)Abfallquote“ eines produzierenden Unternehmens werden der anfallende Abfall der aus einem definierten System – dies kann ein Prozess oder auch ein kompletter Betrieb sein – austretenden Stoffströme (=Output) zu den erforderlichen Roh- und Hilfsstoffen in den eintretenden Stoffströmen (=Input) ins Verhältnis gesetzt.
Die Stoffmengen werden üblicherweise als physikalische Massen erfasst; die anfallenden Massen des Inputs und die des Outputs werden jeweils aufsummiert und zueinander ins Verhältnis gesetzt. Gebräuchlichste Einheit dabei ist Tonnen. (Kilogramm wären jedoch auch ebenso denkbar oder auch andere Masseeinheiten.) Üblicherweise werden die Input- und Output-Massen innerhalb eines definierten Betrachtungszeitraums erfasst (sehr gängig ist hier der Betrachtungszeitraum von einem Jahr; nicht unüblich sind aber auch Vierteljahr oder Monat):
{\displaystyle {\mathcal {Q}}_{{\text{Abfall}}_{\text{betriebl.}}}\,\,[{\text{in}}\,\,\%]={\frac {\sum {{m}_{\text{Abfall}}}}{\sum {{m}_{\text{Rohstoffe}}}+\sum {{m}_{\text{Hilfsstoffe}}}}}\times 100\,\%}
Darin sind:
{\displaystyle {\mathcal {Q}}_{{\text{Abfall}}_{\text{betriebl.}}}\,\,{\text{in}}\,\,\%} : die betriebliche (Material-)Abfallquote, sprich, die (Material-)Abfallquote in einem Unternehmen (über einen definierten Betrachtungszeitraum) in Prozent,
{\displaystyle \sum {{m}_{\text{Abfall}}}\,\,{\text{in}}\,\,t} : die Summe der angefallenen Massen an Abfällen in dem Betrieb über den definierten Betrachtungszeitraum, bspw. in Tonnen (oder in Kilogramm oder anderen Masseeinheiten),
{\displaystyle \sum {{m}_{\text{Rohstoffe}}}\,\,{\text{in}}\,\,t} : die Summe der angefallenen Massen an Rohstoffen in dem Betrieb über den definierten Betrachtungszeitraum, bspw. in Tonnen (oder in Kilogramm oder anderen Masseeinheiten),
{\displaystyle \sum {{m}_{\text{Hilfsstoffe}}}\,\,{\text{in}}\,\,t} : die Summe der angefallenen Massen an Hilfsstoffen (die in die Verarbeitungsprozesse eingehen!) in dem Betrieb über den definierten Betrachtungszeitraum, bspw. in Tonnen (oder in Kilogramm oder anderen Masseeinheiten).
Die Betriebliche (Material-)Abfallquote ist eine Produktivitätskennzahl.